# 格雷縣 (堪薩斯州)
格雷县（英語：Gray County，簡稱GY）是位於美國堪薩斯州西南部的一個縣。面積2,252平方公里。根據美國2000年人口普查估計，共有人口5,904人。縣治錫馬隆 (Cimarron)。
成立於1881年3月13日。縣名紀念州議員、州農業局局長阿爾弗雷德·格雷。